# Maringes
Maringes är en kommun i departementet Loire i regionen Auvergne-Rhône-Alpes i centrala Frankrike. Kommunen ligger i kantonen Chazelles-sur-Lyon som tillhör arrondissementet Montbrison. År 2022 hade Maringes 679 invånare.

## Befolkningsutveckling
Antalet invånare i kommunen Maringes
| Referens: INSEE |